# مونته‌لیبرتی
مونته‌لیبرتی (به ایتالیایی: Montelibretti) یک کومونه در ایتالیا است که در استان رم واقع شده‌است.

## خصوصیات
مونته‌لیبرتی ۴۴٫۰ کیلومترمربع مساحت و ۵٬۳۱۱ نفر جمعیت دارد و ۲۳۲ متر بالاتر از سطح دریا واقع شده‌است.